# Adelbert Heinrich von Baudissin
Adelbert Heinrich von Baudissin, född den 25 januari 1820 i Hovedgård, död den 28 mars 1871 i Wiesbaden, var en tysk greve och författare, bror till Ulrich von Baudissin och far till Wolf Ernst Hugo Emil von Baudissin.
von Baudissin stred som frivillig i den slesvig-holsteinska insurgenthären och utvandrade 1852 till Nordamerika, där han vistades ett tiotal år som jordbrukare och redaktör. Han återvände till Europa 1862, var under fransk-tyska kriget krigskorrespondent på tyska sidan och avled på hemresan.
Utom några skrifter i holsteinsk anda, Geschichte des schleswig-holsteinischen krieges von 1848 (1863), Schleswig-Holstein meerumschlungen (1865) med flera, skrev han några mycket lästa historiska romaner, till exempel Christian VIII und sein hof (1863).